# 鬼ノ岩屋古墳 (別府市)
鬼ノ岩屋古墳（おにのいわやこふん、鬼の岩屋古墳とも）は、大分県別府市上人西町にある古墳。国の史跡に指定されている（史跡「鬼ノ岩屋・実相寺古墳群」のうち）。

## 概要
古墳時代後期（6世紀後半）の円墳2基からなる装飾古墳群。1号墳は別府市立上人小学校の敷地内にあり、2号墳もそのすぐそばにある。安山岩の巨石を組み上げた大きな石室を持つことが特徴である。
1号墳は、墳丘は流失しており、その大きさを推定すると、径約23メートル、高さ5メートルほどの円墳。石室は、全長9.2メートル、玄室は奥行き、幅とも2.3メートル、高さ2.9メートルの複室式の横穴式石室で、内部は全面が赤色に塗られ、前室には白色の鋸歯文が描かれている。また、近年、黄色や黒の三角文、蕨手文も確認されている。
2号墳は、1号墳の南西約80メートルにあり、直径約30メートル、高さ約6メートルの円墳である。石室は、単室の横穴式石室で、奥行き8メートル、玄室の天井高約4メートル。壁は石材をアーチ状に積層した構造を有する。玄室内部は、全面が赤色に塗装され、黒色で多数の円文、蕨文等が描かれている。

## 文化財

### 国の史跡
- 鬼ノ岩屋・実相寺古墳群
1957年（昭和32年）11月28日に「鬼ノ岩屋古墳」として国の史跡に指定[1]。
2017年（平成29年）2月9日に史跡範囲を追加指定し、指定名称を「鬼ノ岩屋・実相寺古墳群」に変更[2]。